# Wimbledon-mesterskabet i mixed double 2015
Wimbledon-mesterskabet i mixed double 2015 var den 93. mixed double-turnering ved Wimbledon-mesterskaberne i tennis. Titlen blev vundet af Leander Paes og Martina Hingis, der vandt deres første Wimbledon-titel og anden grand slam-titel som par. I finalen besejrede de Alexander Peya og Timea Babos med 6-1, 6-1 på blot 40 minutter. For begge spillere var det femte Wimbledon-titel, idet Paes tidligere havde vundet mixed double-titlen tre gange – i 1999 med Lisa Raymond, i 2003 med Martina Navratilova og i 2010 med Cara Black – og herredoubletitlen én gang, mens Hingis tidligere havde vundet damesingletitlen én gang og damedoubletitlen tre gange. Det var endvidere anden dag i træk, at schweizeren vandt en titel sammen med en inder, idet hun dagen før havde sikret sig damedoubletitlen sammen med Sania Mirza.
Nenad Zimonjić og Samantha Stosur var forsvarende mestre, men Stosur stillede ikke op i årets turnering. Zimonjić dannede i stedet par med en anden australier, Jarmila Gajdošová, men parret blev slået ud i tredje runde.

## Præmier
Den samlede præmiesum i mixed double-turneringen androg £ 368.000 ekskl. per diem, hvilket var en stigning på 5,1 % i forhold til året før.
| Vinder (1)             | £ 100.000 | £ 100.000 | +4,2 %  |
| Finalist (1)           | £ 50.000  | £ 50.000  | +4,2 %  |
| Semifinalister (2)     | £ 25.000  | £ 50.000  | +4,2 %  |
| Kvartfinalister (4)    | £ 12.000  | £ 48.000  | +4,3 %  |
| Tabere i 3. runde (8)  | £ 6.000   | £ 48,000  | +7,1 %  |
| Tabere i 2. runde (16) | £ 3.000   | £ 48.000  | +7,1 %  |
| Tabere i 1. runde (16) | £ 1.500   | £ 24.000  | +7,1 %  |
| Samlet præmiesum       |           | £ 368.000 | + 5,1 % |

## Turnering

### Spillere
Turneringen havde deltagelse af 48 par. Heraf havde 43 par kvalificeret sig i kraft af deres ranglisteplaceringer, mens fem par havde modtaget et wildcard (WC).

### Resultater

#### Kvartfinaler, semifinaler og finale
| Mike Bryan            |
| Bethanie Mattek-Sands |

| Daniel Nestor       |
| Kristina Mladenovic |

| Mike Bryan            |
| Bethanie Mattek-Sands |

| Marcin Matkowski |
| Jelena Vesnina   |

| Leander Paes   |
| Martina Hingis |

| Leander Paes   |
| Martina Hingis |

| Leander Paes   |
| Martina Hingis |

| Horia Tecău        |
| Katarina Srebotnik |

| Alexander Peya |
| Timea Babos    |

| Robert Lindstedt        |
| Anabel Medina Garrigues |

| Robert Lindstedt        |
| Anabel Medina Garrigues |

| Alexander Peya |
| Timea Babos    |

| Alexander Peya |
| Timea Babos    |

| Bruno Soares |
| Sania Mirza  |

#### Første til tredje runde
| Mike Bryan            |
| Bethanie Mattek-Sands |

| Bye |
|     |

| Mike Bryan            |
| Bethanie Mattek-Sands |

| Mahesh Bhupathi   |
| Alla Kudrjavtseva |

| Nicholas Monroe |
| Madison Brengle |

| Nicholas Monroe |
| Madison Brengle |

| Mike Bryan            |
| Bethanie Mattek-Sands |

| Michael Venus |
| Raluca Olaru  |

| Michael Venus |
| Raluca Olaru  |

| André Sá          |
| Lara Arruabarrena |

| Michael Venus |
| Raluca Olaru  |

| Bye |
|     |

| Henri Kontinen |
| Zheng Jie      |

| Henri Kontinen |
| Zheng Jie      |

| Juan Sebastián Cabal |
| Cara Black           |

| Bye |
|     |

| Juan Sebastián Cabal |
| Cara Black           |

| Lleyton Hewitt  |
| Casey Dellacqua |

| Lleyton Hewitt  |
| Casey Dellacqua |

| Santiago González |
| Abigail Spears    |

| Juan Sebastián Cabal |
| Cara Black           |

| Aisam-ul-Haq Qureshi |
| Vera Dusjevina       |

| Daniel Nestor       |
| Kristina Mladenovic |

| Ken Skupski   |
| Johanna Konta |

| Ken Skupski   |
| Johanna Konta |

| Bye |
|     |

| Daniel Nestor       |
| Kristina Mladenovic |

| Daniel Nestor       |
| Kristina Mladenovic |

| Marcin Matkowski |
| Jelena Vesnina   |

| Bye |
|     |

| Marcin Matkowski |
| Jelena Vesnina   |

| Neal Skupski |
| Lisa Raymond |

| Ivan Dodig       |
| Ajla Tomljanović |

| Ivan Dodig       |
| Ajla Tomljanović |

| Marcin Matkowski |
| Jelena Vesnina   |

| Jürgen Melzer    |
| Barbora Strýcová |

| Łukasz Kubot      |
| Andrea Hlaváčková |

| Nick Kyrgios |
| Madison Keys |

| Nick Kyrgios |
| Madison Keys |

| Bye |
|     |

| Łukasz Kubot      |
| Andrea Hlaváčková |

| Łukasz Kubot      |
| Andrea Hlaváčková |

| Jean-Julien Rojer   |
| Anna-Lena Grönefeld |

| Bye |
|     |

| Jean-Julien Rojer   |
| Anna-Lena Grönefeld |

| Artem Sitak         |
| Anastasia Rodionova |

| Artem Sitak         |
| Anastasia Rodionova |

| Jonathan Marray |
| Anna Smith      |

| Artem Sitak         |
| Anastasia Rodionova |

| Adil Shamasdin     |
| Gabriela Dabrowski |

| Leander Paes   |
| Martina Hingis |

| Édouard Roger-Vasselin |
| Alizé Cornet           |

| Édouard Roger-Vasselin |
| Alizé Cornet           |

| Bye |
|     |

| Leander Paes   |
| Martina Hingis |

| Leander Paes   |
| Martina Hingis |

| Horia Tecău        |
| Katarina Srebotnik |

| Bye |
|     |

| Horia Tecău        |
| Katarina Srebotnik |

| Eric Butorac   |
| Katalin Marosi |

| Rohan Bopanna         |
| M.J. Martínez Sánchez |

| Rohan Bopanna         |
| M.J. Martínez Sánchez |

| Horia Tecău        |
| Katarina Srebotnik |

| Mariusz Fyrstenberg  |
| Klaudia Jans-Ignacik |

| Raven Klaasen     |
| Raquel Kops-Jones |

| Scott Lipsky   |
| Chan Hao-Ching |

| Mariusz Fyrstenberg  |
| Klaudia Jans-Ignacik |

| Bye |
|     |

| Raven Klaasen     |
| Raquel Kops-Jones |

| Raven Klaasen     |
| Raquel Kops-Jones |

| Florin Mergea      |
| Michaëlla Krajicek |

| Bye |
|     |

| Florin Mergea      |
| Michaëlla Krajicek |

| Sergij Stakhovskij |
| Alicja Rosolska    |

| Robert Lindstedt        |
| Anabel Medina Garrigues |

| Robert Lindstedt        |
| Anabel Medina Garrigues |

| Robert Lindstedt        |
| Anabel Medina Garrigues |

| Nenad Zimonjić    |
| Jarmila Gajdošová |

| Nenad Zimonjić    |
| Jarmila Gajdošová |

| Chris Guccione |
| Andreja Klepač |

| Nenad Zimonjić    |
| Jarmila Gajdošová |

| Bye |
|     |

| Bob Bryan       |
| Caroline Garcia |

| Bob Bryan       |
| Caroline Garcia |

| Alexander Peya |
| Timea Babos    |

| Bye |
|     |

| Alexander Peya |
| Timea Babos    |

| Philipp Oswald |
| Belinda Bencic |

| Philipp Oswald |
| Belinda Bencic |

| Dominic Inglot  |
| Elina Svitolina |

| Alexander Peya |
| Timea Babos    |

| Oliver Marach |
| Olga Savtjuk  |

| Oliver Marach |
| Olga Savtjuk  |

| Maks Mirnyj    |
| Heather Watson |

| Oliver Marach |
| Olga Savtjuk  |

| Bye |
|     |

| David Marrero          |
| Arantxa Parra Santonja |

| David Marrero          |
| Arantxa Parra Santonja |

| John Peers    |
| Chan Yung-Jan |

| Bye |
|     |

| John Peers    |
| Chan Yung-Jan |

| Marin Draganja |
| Ana Konjuh     |

| Marin Draganja |
| Ana Konjuh     |

| Colin Fleming |
| Jocelyn Rae   |

| Marin Draganja |
| Ana Konjuh     |

| Rajeev Ram      |
| Arina Rodionova |

| Bruno Soares |
| Sania Mirza  |

| Andre Begemann   |
| Janette Husárová |

| Andre Begemann   |
| Janette Husárová |

| Bye |
|     |

| Bruno Soares |
| Sania Mirza  |

| Bruno Soares |
| Sania Mirza  |